# マリーヤ・ドーリナ
マリーヤ・イヴァーノヴナ・ドーリナ（ロシア語: Мария Ивановна Долина, ラテン文字転写: Mariya Ivanovna Dolina, 1922年12月18日 - 2010年3月3日）は、ソ連の軍人である。第二次世界大戦において、急降下爆撃機の乗員として功績を残した。また、第1バルト戦線の第125親衛爆撃飛行連隊の司令官を務めた。ロシア生まれのウクライナ人。

## 概要

### 少女時代
マリーヤ・ドーリナは、ウクライナ系農民の一家の長女として、ロシア・ソヴィエト連邦社会主義共和国オムスク州の小村シャローフカに生まれた。兄弟は10人いた。
しかし、父がロシア内戦で両脚を失ったことから、一家は1932年には母国ウクライナへ帰郷、ザポロージエ州のミハーイロフカ村に居住した。村の中等学校を卒業したのち、マリーヤ・ドーリナは家族を養うため働きに出た。それと同時に、メリトーポリ航空クラブの支部であった村のグライダー学校に通うようになった。1930年代当時、ソ連では空への挑戦がひとつの流行となっていた。
1939年、マリーヤ・ドーリナはヘルソーン航空学校を卒業し、エンゲリス軍事航空学校へ入学した。また、ドネプロペトロフスクやニコラーエフの航空クラブでパイロット・インストラクターとして働いた。

### 大祖国戦争
1941年6月22日にはドイツがソ連領へ侵攻し、大祖国戦争(独ソ戦)が開戦した。ウクライナは全土が戦場となり、荒廃を極めた。突然のドイツ軍の侵攻にソ連で盛り上がった女性の前線参加の動きに乗り、ドーリナもこの年赤軍に入隊した。7月からは実務に就くようになった。1942年にエンゲリス軍事航空学校を卒業したドーリナは、ハリーナ・ジュンコーフスカヤ機長のPe-2急降下爆撃機の乗員として第587飛行師団の第587爆撃飛行連隊(のちの第125親衛爆撃飛行連隊)へ配属となった。Pe-2は、当時配備が進められていた新型の中距離双発高速爆撃機であった。ドーリナは、主として最初の作戦飛行は、スターリングラード攻防戦の行われたスターリングラード上空への任務であった。その後、北カフカース、クバーニ、クルスク、ベラルーシ、沿バルト海方面での作戦行動に参加した。

### クバーニ上空
1943年6月2日、ドーリナ機はクバーニ上空における攻撃任務のため飛行中に敵の対空砲火の直撃に遭い、敵弾の命中した左エンジンが停止、搭載する爆弾も炎上を始めた。ドーリナ機の護衛機は索敵のため散開中であり、ドーリナ機は不利な状況に置かれた。しかし、ドーリナは機を見捨てることをせず、そればかりか単独での飛行を続け、予定通りの攻撃任務を完遂した。護衛機なしでのその帰路、ドーリナ機は2 機のFw 190と4 機のBf 109からなるドイツ戦闘機編隊に襲われた。これに対し、ドーリナは逆にFw 190とBf 109各1 機を返り討ちにした。
しかし、Pe-2はそこで炎上を始めた。しばらく敵領域の上空を飛行し続けたものの、乗員は燃える機体を捨てることができなかった。だが、機長のジュンコーフスカヤはドーリナの眼に希望を託すことができた。ドーリナの眼は、まだ炎にやられていなかったのである。ドーリナは、機体を前線から2 km離れた地点に着陸させることに成功した。機では、乗員1 名が負傷した。

### 表彰
ドーリナは、戦時中に72回の作戦任務を遂行し、合わせて45000 kgの爆弾を敵に投下した。さらに6回の空中戦を経験し、3機の敵機を共同撃墜した。ドーリナは、こうした戦中の功績により1945年8月18日にソ連英雄の称号と「金の星」メダルを与えられた。また、階級も親衛大尉となった。

### 戦後
戦後、マリーヤ・ドーリナは新設されたソ連空軍の爆撃飛行連隊の司令官となった。1950年に退役した。リトアニアのシャウリャイ、その後ラトビアのリガに居住し、勉学に励んだ。その後、ラトビアで共産党員として1975年まで働いた。
1983年以降は、ウクライナの首都キエフに居住していた。現在までに、レーニン勲章をはじめ数々の賞を授与されている。